# Hotel Coliseum
El Hotel Coliseum se encuentra situado en la ciudad de Santander, en Cantabria (España). Ubicado en la Plaza de los Remedios, este hotel de cuatro estrellas destaca por su singular fachada, inspirada en el frontal de su etapa como sala de cine.
El establecimiento cuenta con un restaurante, en el que destaca la cocina cántabra. Posee un total de 92 habitaciones y pertenece a la cadena hotelera Silken.
El edificio, diseñado en 1929 por el arquitecto Eugenio Fernández Quintanilla, forma parte de la mejor arquitectura moderna realizada en Cantabria. Inicialmente se denominó teatro María Lisarda, para convertirse más adelante en el cine Coliseum y finalmente, tras su demolición y posterior reconstrucción en 1999, en el actual Hotel Coliseum.
- Datos: Q5903335